# 愛田ミナ
愛田 ミナ（あいだ みな 、1988年7月18日 - ）は、日本の元タレント、元グラビアアイドル、 元レースクイーン。旧芸名は「會田ミナ」（読み方同じ）。

## 略歴・人物
静岡県浜松市出身。4兄妹の長女で、弟2人と妹1人がいる。高校時代から母の薦めでモデルの仕事を始め、地元の広告モデルやイベントコンパニオンの仕事をしていた。
その後2012年からデイライトアソシエーションに所属し、同年から2015年まで「エンドレスレディ」を4年連続で担当。SUPER GT、S耐、D1グランプリのレースクイーンとして活動した。
2017年3月31日をもってデイライトアソシエーションを退所。同年10月より現芸名に改め、フリーでグラビアアイドル・タレントとしての活動を行う。キャッチフレーズは「たたきたくなるお尻」。その後は別の事務所（名称不明）に所属。
2022年10月9日、自身のTwitterにてグラビアアイドルを卒業し先述の別の事務所を退所したこと、同時に第1子を出産したことを報告した（自身が結婚して夫がいること等の詳細は明かしていない）。Twitterではその後はプライベートな事を呟くこととしているため、芸能界は引退したものと思われる（ブログは2018年2月28日の更新が最後である）。
趣味は人間観察、美味しいものを食べること、映画観賞、旅行。
あいだあいとは苗字の読みが同じであることから“Wあいだ”と呼ばれる程仲が良い。

## 活動

### レースクイーン
| 年     | カテゴリー                         | チーム名           | 備考             |
| ------ | ---------------------------------- | ------------------ | ---------------- |
| 2012年 | SUPER GT スーパー耐久 D1グランプリ | ENDLESSレディ      | [ 4 ] [ 6 ]      |
| 2013年 | SUPER GT スーパー耐久 D1グランプリ | ENDLESSレディ      | サブリーダー担当 |
| 2014年 | SUPER GT スーパー耐久 D1グランプリ | ENDLESSレディ      | リーダー担当     |
| 2015年 | SUPER GT スーパー耐久 D1グランプリ | ENDLESSレディ      | リーダー担当     |
| 2016年 | SUPER GT                           | JLOCレースクイーン | [ 13 ]           |

### イベント出演
| 年     | 出演ブース | 備考                    |
| ------ | ---------- | ----------------------- |
| 2013年 | ENDLESS    | ENDLESSレディとして出演 |
| 2014年 | ENDLESS    | ENDLESSレディとして出演 |
| 2015年 | ENDLESS    | ENDLESSレディとして出演 |
| 2016年 | ENDLESS    | ENDLESSレディとして出演 |
| 2017年 | FUJITSUBO  | 潮田ひかると共演        |

| 年     | 出演ブース | 備考                     |
| ------ | ---------- | ------------------------ |
| 2016年 | 太陽誘電   | 舞川れみ、玉城絵夢と共演 |

## 作品

### DVD
- 二人の思い出(2017年9月25日、エアーコントロール）
- 叩きたくなる尻(2017年12月22日、M.B.D. メディアブランド）
- VENUS(2018年6月22日、No brand）
- beauty(2018年8月31日、No brand）
- 従順なカラダ(2019年4月19日、イーネット・フロンティア）
- 愛すること、悦ぶこと(2019年12月20日、スパイスビジュアル）
- 悠-ゆう-(2020年3月27日、スパイスビジュアル)
- 混浴遊戯（2020年6月24日、オルスタックソフト販売）